# Alfred Garjevič Šnitke
Alfred Garjevič Šnitke (rusko Альфре́д Га́рриевич Шни́тке; nemško Alfred Schnittke), ruski in sovjetski skladatelj, 24. november 1934, Engels, † 3. avgust 1998, Hamburg.
V času tako imenovane »odjuge« Hruščova je v Sovjetski zvezi nekoliko popustil pritisk režima, ki je v skladu s predpisano doktrino socialističnega realizma poskušal zadrževati sovjetsko glasbo v okvirih romantične estetike 19. stoletja. V šestdesetih letih je mlada generacija sovjetskih skladateljev prevzela sodobna načela glasbene gradnje, ki so jih v zahodni Evropi izoblikovali mojstri glasbene avantgarde, kakršni so bili Anton Webern, John Cage, Luigi Nono, Karlheinz Stockhausen, René Leibowitz in Witold Lutoslawski. Med temi skladatelji so se kmalu prebili v ospredje Sofija Gubajdulina, Edison Denisov in Alfred Schnittke.

## Življenje
Šnitke se je rodil v mestu Engels ob Volgi, glavnem mestu nemške avtonomne republike. Njegov oče, znan novinar in prevajalec, je izviral iz judovske družine ruskih emigrantov (rojen je bil v Frankfurtu)  je leta 1926 emigriral v Sovjetsko zvezo, mati pa je bila povolška Nemka. Šnitke je prejel prvi pouk glasbe na Dunaju, kjer je bil njegov oče v prvih letih po vojni dopisnik. Leta 1961 je diplomiral na Moskovskem konservatoriju in med letoma 1962 in 1972 na tej ugledni ustanovi poučeval instrumentacijo. Kasneje se je preživljal v glavnem s pisanjem filmske glasbe. Šnitke se je že v mladosti spreobrnil v krščanstvo in njegova mistična vera je močno vplivala na njegovo umetnost. Večkrat je imel težave s sovjetsko birokracijo: Zveza sovjetskih skladateljev je onemogočila izvedbo njegove Prve simfonije in po letu 1980 so mu preprečili, da bi odšel iz države. Leta 1990 je kljub slabemu zdravju (leta 1985 ga je zadela možganska kap) zapustil domovino in se naselil v Hamburgu. Njegovo glasbo so svetu promovirali svetovno znani umetniki kot dirigent Genadij Roždestvenski, violinista Gidon Kremer in Oleg Kagan ter violončelistka Natalija Gutman, ki so se bodisi ustalili na Zahodu ali pa so tam stalno koncertirali. Na njegova zgodnja dela je najbolj vplivala glasba Dmitrija Šostakoviča, po obisku italijanskega avantgardista Luigija Nona v Sovjetski zvezi (Nono je bil kot privrženec italijanskega komunističnega gibanja persona grata v Sovjetski zvezi) pa se je oprijel serialne tehnike. Kmalu pa je postal nezadovoljen s »pubertetnimi samozanikovalnimi rituali«, kot je sam poimenoval novo stilno usmeritev. Razvil je svojstven slog, ki ga je imenoval polistilizem. Šnitke je združil glasbene prvine različnih slogov in glasbenih žanrov ter s tem ustvaril nov zvočni svet. Nekoč je izjavil: »Moj življenjski cilj je združitev resne in lahke glasbe, pa četudi si bom pri tem zlomil vrat«. 
Skomponiral je 9 simfonij, 6 concerto grossov, 4 violinske in številne druge solistične koncerte, opere, balete, komorno in filmsko glasbo.
Pokopan je na moskovskem pokopališču Novodeviči.

## Izbor skladb

### Simfonije
- Simfonija št. 0 (1956-57)
- Simfonija št. 1 (1969-72)
- Simfonija št. 2, za mešani komorni zbor in orkester (1979)
- Simfonija št. 3 (1981)
- Simfonija št. 4, za sopran, kontraalt, tenor, bas in komorni orkester (1983)
- Simfonija št. 5 (1988, znana tudi kot Concerto Grosso št. 4)
- Simfonija št. 6, posvečena Narodnemu simfoničnemu orkestru in Mstislavu Rostropoviču (1992)
- Simfonija št. 7, posvečena Kurtu Masurju (1993)
- Simfonija št. 8, posvečena Gennadiju Roždestvenskemu (1994)
- Simfonija št. 9, (1996-98, rekonstruital jo je Aleksander Raskatov iz skoraj neberljivih skic, krstna izvedba: Dresden, 16. junij 2007)

### Koncerti

#### Concerti grossi
- Concerto grosso št. 1, za 2 violini, čembalo, prepariani klavir in godala, posvečen Gidonu Kremerju (1977)
- Concerto grosso št. 2, za violino, violončelo in orkester (1981-82)
- Concerto grosso št. 3, za 2 violini in komorni orkester (1985)
- Concerto grosso št. 4 (1988, znan tudi kot Simfonija št.5)
- Concerto grosso št. 5, za violino, klavir (izven odra) in orkester (1991)
- Concerto grosso št. 6, za klavir, violino in godala (1993)

#### Violinski koncerti
- Violinski koncert št. 1 (1957, revidiran leta 1963)
- Violinski koncert št. 2 (1966)
- Violinski koncert št. 3 (1978)
- Violinski koncert št. 4 (1984)

#### Klavirski koncerti
- Koncert za klavir in orkester (1960)
- Glasba za klavir in komorni orkester (1964)
- Koncert za klavir in godala (1979)
- Koncert za klavir štiriročno in komorni orkester (1988)

#### Ostala glasbila
- Dvojni koncert za oboo, harfo in godala (1971)
- Koncert za violo in orkester (1985)
- Koncert za violončelo in orkester št. 1 (1986)
- Koncert za violončelo in orkester št. 2 (1990)
- Koncert za tri (1994)

### Koralna glasba
- Nagasaki (oratorij, 1958)
- Rekvijem (1972-75)
- 'Seid Nuechtern und Wachet... (Faust-kantata) (1983)
- Koncert za mešani zbor (1984-85): verzi iz Knjige tožb (Gregor iz Nareka)
- Spokorniški psalmi (1988)

### Komorna glasba
- Sonata št. 1 za violino in klavir (1963)
- Godalni kvartet št. 1 (1966)
- Sonata št. 2 za violino in klavir - Quasi una Sonata (1968)
- Kvintet za klavir in godala (1972-76)
- Kanon v spomin I.Stravinskemu, za godalni kvartet (1977)
- Sonata št. 1 za violončelo in klavir (1978)
- Godalni kvartet št. 2 (1981)
- Septet (1981-82)
- Schall und Hall; za trombon in orgle (1983)
- Godalni trio (1985, aranžiran tudi kot Klavirski trio, leta 1992)
- Godalni kvartet št. 3 (1983)
- 3 x 7, za klarinet, rog, pozavno, čembalo, violino, violončelo in kontrabas (1989)
- Godalni kvartet št. 4 (1989)
- Sonata št. 2 za violončelo in klavir (1994)
- Sonata št. 3 za violino in klavir (1994)
- Tolkalski kvartet (1994)

### Solistična instrumentalna glasba
- Klavirska sonata št. 1 (1987)
- Klavirska sonata št. 2 (1990)
- Klavirska sonata št. 3 (1992)

### Opere
- The Eleventh Commandment -  libreto: Marina Churova, Georgy Ansimov in Alfred Schnittke, (1962)
- Priredba: Peter Iljič Čajkovski, Pikova dama, po A. Puškinu (1977)
- Življenje z idiotom, opera v dveh dejanjih, libreto: Viktor Vladimirovič Jerofejev (1991)
- Historia von D. Johann Fausten, libreto: Jörg Morgener (Jurgen Köchel, 1991-1994)
- Gesualdo, libreto: Richard Bletschacher (1993)

### Baleti
- Labirinti, balet v petih epizodah. Libreto: Vladimir Vasiljev. (1971)
- Peer Gynt, balet v treh dejanjih (John Neumeier po Ibsenovi drami (1988)

### Filmska glasba
- Zobozdravnikove avanture; režija: Elem Klimov (1965, material uporabljen tudi v skladbi Suita v starem slogu)
- The Glass Harmonica, režija: Andrej Čršanovski (1968, material uporabljen tudi v Drugi violinski sonati)
- Sport, Sport, Sport, režija: Elem Klimov (1971)
- Agonija, režija: Elem Klimov (1974, glavna tema je uporabljena v finalu Koncerta za violončelo in orkester št. 2)
- The Plane Crew, režija: Elem Klimov (1980)
- Zadnji dnevi St. Petersburga (1992, nova partitura za film iz leta 1927, soavtor: skladateljev sin Andrej)
- Mojster in Margareta, režija: Yuri Kara (1994)